# Heudeber
Heudeber is een plaats en voormalige gemeente in de Duitse deelstaat Saksen-Anhalt, en maakt deel uit van de Landkreis Harz.
Heudeber telt 1.273 inwoners.